# Ramón Cardemil
Ramón Cardemil Moraga (Ranguil, 17 de enero de 1917-Curicó, 8 de septiembre de 2007) fue un jinete chileno de rodeo, considerado como uno de los mejores exponentes que ha tenido este tradicional deporte en su historia.
Corría representando a su propio criadero, el Santa Elba de Curicó, ganando un total de siete campeonatos nacionales, junto a Ruperto Valderrama y Manuel Fuentes. Tuvo la máxima cantidad de títulos nacionales de Chile por muchos años y nunca pudo ser superado en vida. Una vez fallecido fue superado por quien fuera su discípulo, Juan Carlos Loaiza.
Por sus grandes actuaciones en campeonatos nacionales, su gran trayectoria en el rodeo y su gran calidad humana; fue homenajeado, entre otros reconocimientos, con un monumento en la Medialuna de Curicó y con la distinción de Mejor Jinete de Rodeo del Siglo XX por la Federación del Rodeo Chileno.

## Biografía
Nació en Ranguil, un pequeño poblado ubicado en la comuna de Lolol, departamento de Santa Cruz, en la provincia de Curicó, y que hoy está situado en la provincia de Colchagua. Fue el sexto de catorce hijos entre Ramón Cardemil Vallejos y Hortensia Moraga Moraga.
Desde niño sintió interés en los caballos. El más recordado fue el potro "Acero", que le habían regalado a su padre. Debido a una mala situación económica de su familia tuvo que abandonar los estudios y renunciar a su ilusión de ingresar a la Universidad para estudiar Derecho.  Se fue a Curicó a trabajar en la compra y venta de ganado, luego a Santa Cruz en donde comenzó a correr en los rodeos locales junto con su hermano Guillermo Cardemil.
A los quince años fue enviado a la casa de su tío Abraham Cardemil Vallejos, para continuar sus estudios en Santiago, lo que hizo primero en el Colegio Valentín Letelier, terminando en la Academia de Humanidades de Los Padres Dominicos. La ilusión que tuvo fue estudiar Derecho, pero la pasión por el rodeo fue más grande y volvió a Curicó para dedicarse al trabajo ganadero.
Corrió durante muchos años con triunfos y muchas derrotas, sin embargo la década de 1960 fue su época dorada ya que alcanzó cinco campeonatos de la mano de su compañero Ruperto Valderrama y luego haciendo collera con Manuel Fuentes logrando dos títulos más pasando a la historia del rodeo, deporte nacional de Chile.

### Matrimonio e hijos

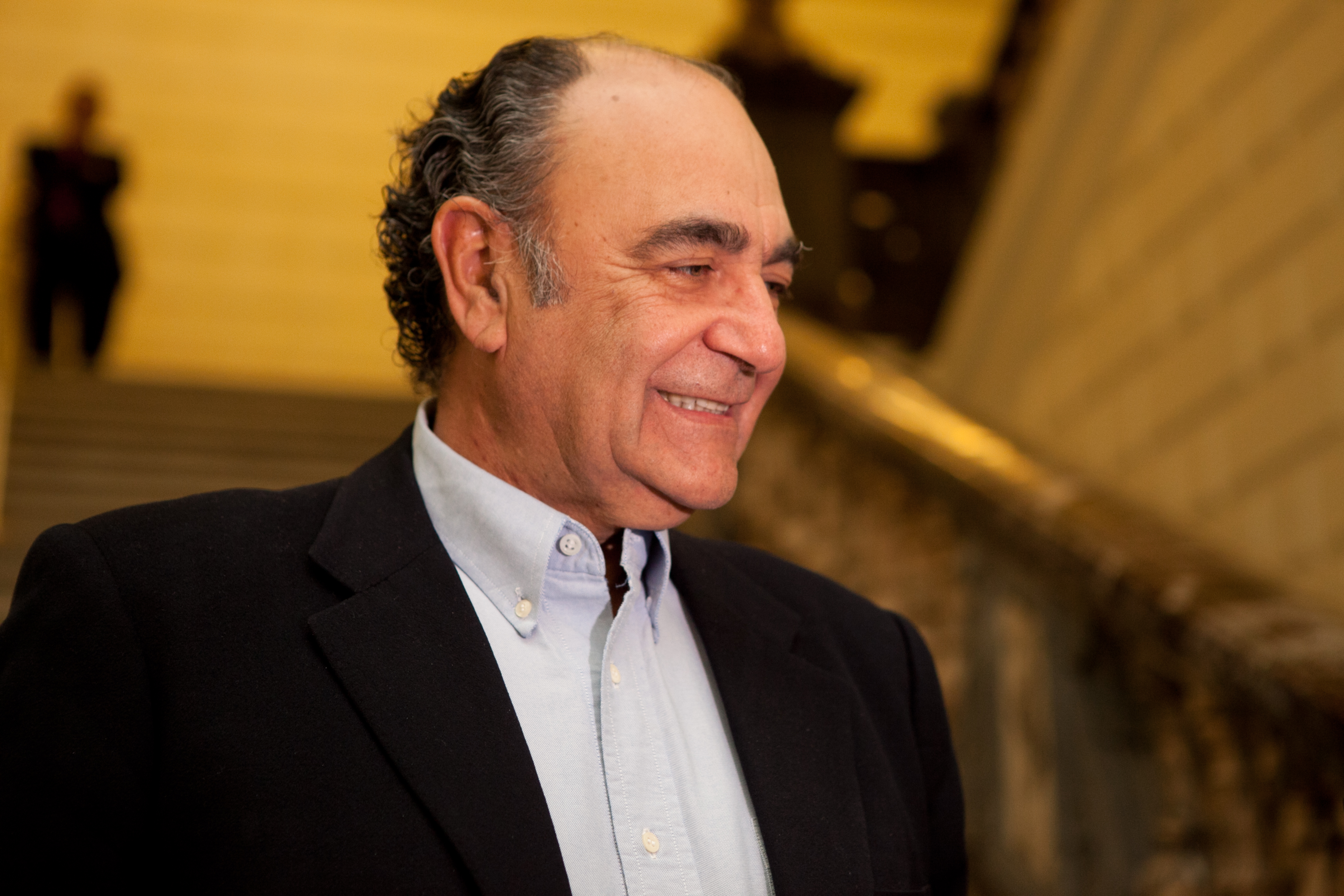
Junto a su hijo Alberto Cardemil obtuvieron el cuarto lugar del Campeonato Nacional de 1974.

En 1954 se casó con Elba Herrera Muñoz con quien tuvo cuatro hijos, entre ellos el diputado Alberto Cardemil. Además tuvo doce nietos y dos bisnietos. Lo caracterizó ser un hombre sencillo y alegre, al igual que la mayoría de los huasos chilenos. Formó el Criadero Santa Elba que hasta la actualidad es uno de los criaderos más poderosos de Chile y uno de los que tiene más títulos nacionales. En el ambiente corralero fue conocido respetuosamente como "On Ramo".

### Sus comienzos en el rodeo
El 10 de junio de 1954 se casó con Elba Herrera Muñoz y con sus primeros ahorros, la señora Elba lo anima a comprar un caballo para que pueda salir a correr en condiciones a los rodeos, y con diez mil pesos compra a Pedro Cabrera el caballo "Kaput", criado por Hugo Varela, con el que ganó su primer champion en Santa Cruz, corriéndolo con la yegua negra "Como Querai", de Hugo Urzúa. Sería el primero de una larga e interminable serie de triunfos, propios y de su familia, corriendo en los inicios caballos comprados y posteriormente caballos criados en Santa Elba, corridos por él o por sus hijos y empleados.
Durante varios años cumplió con los requisitos para llegar al Campeonato de Chile, pero al principio no llevó sus caballos, pues aún no se sentía en condiciones para competir con los jinetes maestros.  En el Campeonato Nacional de 1951 logró clasificar, pero no se sentía realmente preparado y asistió como mero espectador. También ocurrió en Chillán 1952 y en Los Andes en 1954. En los próximos años ya había alcanzado la experiencia que necesitaba y comenzó a disputar campeonatos nacionales.

### Campeonatos
A mediados de los años 1950 comenzó a destacar en los rodeos y en 1955 logró clasificar al Champion de Chile con Ruperto Valderrama, obteniendo un tercer lugar.  Al año siguiente corrió con Ramón González en el caballo "Kaput" logró correr el cuarto animal, pero no pudieron superar a los campeones Abelino Mora y Eliseo Calderón, en "Cervecero" y "Latosito".
Los siguientes campeonatos de Chile en Curicó, Osorno, Melipilla y Maipú fueron testigos de sus esfuerzos y de su superación como jinete, siempre con una o más colleras peleando mano a mano un espacio en la final de cada campeonato de Chile.

### Su primer título: 1962
El Campeonato Nacional de 1962 se realizó en Los Ángeles. Rodolfo Bustos y Segundo Zúñiga eran los grandes favoritos ya que se habían plocamado ganadores del rodeo local de Los Ángeles. En aquella oportunidad, junto a Ruperto Valderrama, montó a "Matucho" y "Manicero".
Contra todos los pronósticos, lograron un total de 19 puntos buenos, dejando en el segundo lugar a la collera de Óscar Bustamente y Julio Bustamante en "Neguri" y "Quinchero" y en un tercer lugar a Francisco Romo y Sergio Romo en "Junquillo" y "Tripleta". Rodolfo Bustos y Segundo Zúñiga, quienes habían ganado el rodeo local y eran los grandes favoritos, no alcanzaron a estar entre los tres primeros y el público de la medialuna aplaudía fuerte a los campeones que alcanzaban su primero de cinco campeonatos nacionales juntos.
Ese año fue la primera vez en que este Campeonato Nacional lo organizaba la Federación del Rodeo Chileno, ya afiliada al Consejo Nacional de Deportes,  campeonato hasta entonces llamado tradicionalmente Champion de Chile que dirigía la Asociación de Criadores de Caballares.

### El bicampeonato
Su segundo título nacional lo alcanzó un año después, también junto a Ruperto Valderrama, pero montando a las yeguas "Envidia" y "Venganza". Defendían el título con "Manicero" y "Matucho", sin embargo solo alcanzaron el cuarto animal con las yeguas, enfrentándose a los grandes favoritos, que en ese entonces eran Abelino Mora y Miguel Lamoliatte. En este último animal realizaron 7 puntos buenos y alcanzan la gloria por segunda vez consecutiva.
Aquel campeonato de 1963 lo disputaron un total de 48 colleras que habían sido las ganadoras de los rodeos oficiales disputados a lo largo de Chile. Era la primera vez en la historia del Campeonato Nacional de Rodeo que dos jinetes salen campeones dos años consecutivos. Anteriormente René Urzúa había sido campeón en 1952 y 1953 pero con Francisco Jara y Pedro Lorca, respectivamente.

### Los siguientes campeonatos
Dos años más tarde se disputó el campeonato en la ciudad de San Fernando y alcanzó su tercer campeonato. Al igual que en 1962, logró el título junto a Ruperto Valderrama en "Manicero" y "Matucho".  En el cuarto animal lograron 8 puntos buenos, alcanzando un total de 22 y su tercer título en apenas 4 años.
Su cuarto Campeonato de Chile lo obtuvo en 1967, en Rancagua, en "Percala" y "Pelotera", en la misma sede donde se había desarrollado el año 1949 el Primer Champion de Chile, organizado en ese entonces por la Asociación de Criadores de Caballares, y que le había dado el título a los legendarios Ernesto Santos y José Gutiérrez de Temuco, en "Vanidosa" y "Bototo". Junto a su inseparable collera, llegó al cuarto animal con dos colleras, "Percala" y "Pelotera", con dieciocho puntos buenos, y "Matucho" y "Manicero", con quince puntos buenos. Finalmente fueron campeones en las yeguas con veinticuatro puntos, seguidos por Patricio Cerda y Jaime Molina y con veintitrés puntos, los mismos veintitrés con que también terminaron los hermanos Bustamante.
En 1968 fue el último campeonato que ganó junto a Ruperto Valderrama. Juntos ganaron cinco títulos en la década de 1960.  Si en el fútbol chileno en aquella década hubo un Ballet Azul por parte de Universidad de Chile, en el rodeo fue el Ballet de Cardemil y Valderrama.  En ese año fueron campeones en "Manicero" y "Trampero", logrando un total de 29 puntos, récord nacional en ese entonces. Ese récord se mantendría por muchos años como inalcanzable.

### Campeonatos junto a Manuel Fuentes
En 1973 logró su sexto título nacional, esta vez junto a Manuel Farolito Fuentes, montando a "Tabacón" y "Trampero" y en una final disputada por treinta colleras, en la que solo no estuvieron presentes para defender su título los campeones del año anterior Ricardo de la Fuente y Ubaldo García. Lograron el primer lugar con 22 puntos en los potros y además el tercer lugar en "Burlesca" y "Princesa", con veinte puntos buenos.
Después de muchos años, logró un nuevo título en 1981. Otra vez junto a Manuel Fuentes y montando a "Bellaco" y "Rival", con 22 puntos buenos.  En este campeonato fue, el jinete más longevo en alcanzar un título nacional. Tenía 65 años y el año anterior había alcanzado el vicecampeonato, siendo superado por Enrique Schwalm, que fue hasta 2015 el jinete más joven en alcanzar un campeonato nacional, con apenas 19 años.
Continuó disputando rodeos un par de años más, pero la edad no le permitía tener grandes triunfos, a pesar de que tenía la experiencia necesaria para ganar más campeonatos. Sin embargo, hasta sus últimos días se paseaba a caballo por los campos de Curicó sobre su fiel potro "Bellaco", que alcanzó varios años de vida.

### "La Atajada"
El año 2006 se levantó un monumento en honor a este notable jinete en la ciudad de Curicó.  El monumento, que sale junto a su potro "Bellaco", se llama "La Atajada" y está ubicado dentro del sector de la Medialuna de Curicó. Esta obra fue gestada por César Núñez y tuvo el patrocinio de las Federaciones del Rodeo y Criadores, la Corporación Cultural de la Municipalidad de Curicó y las Asociaciones de Criaderos y del Rodeo de Curicó. La artista que realizó la escultura fue Graciela Albridi, esta artista llegó a Chile en 1986 y ha realizado muchas obras a gran escala en piedra.
Por la prensa que cubre el rodeo fue elogiado innumerables veces, siendo nombrado como Leyenda del Rodeo, Gran Señor del Campo Chileno, Notable Caballista de América, Rey de las Medialunas, Príncipe de los Huasos y como cariñosamente lo llamaban On Ramo.
Además de "La Atajada", ha recibido una serie de homenajes, como una cueca de Los Puntillanos,  ser declarado Hijo Ilustre de Curicó y la Asociación de Rodeo de Curicó tiene su nombre.

### Muerte
Ramón Cardemil Moraga falleció en la mañana del 8 de septiembre de 2007, a la edad de 90 años por muerte natural. En sus últimos meses la salud de este connotado jinete se había deteriorado. A sus funerales asistieron las máximas autoridades del rodeo y más de 500 personas. Su cuerpo fue trasladado en una carroza fúnebre, escoltada por jinetes de los criaderos Santa Elba y La Pretensión, en una caravana que terminó en el Parque del Recuerdo de Curicó. Además de ser el jinete más ganador de todos los años,  fue uno de los hombres más influyentes en el rodeo chileno, no solo en el ámbito deportivo. Fue el gran impulsor del rodeo como "deporte" superando la imagen de que solo era una fiesta de campo o un lugar de encuentro sin mayor disciplina ni orden. Fue uno de los primeros profesores de cursos de jurados, siendo presidente de estos. Además participó en la redacción del Reglamento del Rodeo chileno, junto a Hernán Anguita y Jorge Lasserre. Su meta siempre fue "prevalecer la técnica sobre la rudeza". Además ha sido uno de los principales criadores del país, formando el Criadero Santa Elba, que es hasta la fecha, el más ganador de la historia.

## Títulos nacionales
| Campeonato | Collera            | Caballos                | Puntaje | Asociación |
| ---------- | ------------------ | ----------------------- | ------- | ---------- |
| 1962       | Ruperto Valderrama | "Manicero" y "Matucho"  | 19      | Curicó     |
| 1963       | Ruperto Valderrama | "Envidia" y "Venganza"  | 18      | Curicó     |
| 1965       | Ruperto Valderrama | "Manicero" y "Matucho"  | 22      | Curicó     |
| 1967       | Ruperto Valderrama | "Percala" y "Pelotera"  | 24      | Curicó     |
| 1968       | Ruperto Valderrama | "Manicero" y "Trampero" | 29      | Curicó     |
| 1973       | Manuel Fuentes     | "Tabacón" y "Trampero"  | 22      | Curicó     |
| 1981       | Manuel Fuentes     | "Bellaco" y "Rival"     | 22      | Curicó     |

### Vicecampeonatos
- 1980: Junto con Manuel Fuentes, en "Bellaco" y "Rival".[60]

### Terceros campeonatos
- 1955: Junto con Ruperto Valderrama, en "Posturita" y "Sambo".
- 1973: Junto con Manuel Fuentes, en "Burlesca" y "Princesa".
- 1977: Junto con Manuel Fuentes, en "Rival" y "Bellaco".
- 1980: Junto con Manuel Fuentes, en "Mensajero" y "Refuerzo".

### Cuartos lugares
- 1965: Junto con Ruperto Valderrama, en "Percala" y "Pelotera".
- 1974: Junto con Alberto Cardemil, en "Comentario" y "Andariego".
- 1986: Junto con Fernando Navarro, en "Bellaco" y "Esquinazo".